# Maître Gims
Maître Gims, född 6 maj 1986 i Kinshasa, Kongo, är en kongolesisk rappare och sångare. Han var tidigare medlem i hip hop-gruppen Sexion d'Assaut. Hans första musikalbum Subliminal släpptes 2013 och placerade sig på andra plats på den franska albumlistan.